# Tite Kubo
Noriaki Kubo (久保宣章, Kubo Noriaki), Va néixer el 26 de juny de 1977, és un mangaka i escriu sobre el nom de Tite Kubo (久保帯人, Kubo Taito), la seva obra més coneguda és Bleach.

## Biografia
El fill d'un membre del consell municipal a Fuchu, districte d'Aki, a Hiroshima, Kubo es va graduar a l'escola secundària local. No molt després del seu primer curt de manga Unholy Ultra Hearted Machine, que va ser publicat en Shueisha's Weekly Shonen Jump Especial el 1996, va continuar amb altres mangas de poca durada fins que el 1999 va fer la seva primera sèrie, Zombie Powder, la qual va començar a Weekly Shonen Jump i va durar quatre volums fins al 2000.
La següent sèrie, Bleach, que tracta d'un estudiant de secundària que es converteix en un shinigami i lluita contres els mal esperits, va començar a publicar-se en la mateix revista el 2001. a partir del 25 d'octubre de 2007, Bleach ha arribat als 297 capítols i a més té el seu anime que es va començar a emetre al Japó el 2004. El manga va guanyar el premi de manga Shogakukan el 2005 i la pel·lícula que va sortir al Japó el 16 de desembre de 2006, la segona pel·lícula sortí al cinema al Japó el 22 de desembre de 2007.

## Zombie Powder
Kubo va començar a fer aquest manga quan encara estava a l'institut, és una de les seves primeres obres i la primera serie manga que va fer, tot i que des de la seva creació a l'institut fins a la seva publicació aquest manga va fer un canvi radical i pràcticament no semblava el mateix.
Aquest manga es podria resumir que es tractava d'una barreja entre samurais i motoristes. Un editor es va reunir amb ell i junts la van anar modelant per poder vendre-la el millor possible i finalment va ser publicat el 1999. Malauradament, a causa del poc èxit que va tenir la sèrie, van haver de treure-la poc després de la publicació del primer volum.

## Bleach
La cancel·lació de Zombie Powder va ser un dur cop per a Kubo, però ràpidament va començar a treballar amb el manga de Bleach. Tot i que el manga va passar la prova d'audiència, la història va ser rebutjada, ja que els editors deien que s'assemblava massa al popular manga YuYu Hakusho. Kubo va entrar en una petita depressió però per sort seva, Akira Toriyama, creador del mític manga Bola de Drac entre d'altres, va llegir-se el seu manga i li va agradar. Gràcies a això Kubo va insistir de nou en el seu manga fins que finalment va ser publicat el 2001. Aquesta determinació per Bleach l'ha portat avui en dia a ser un dels mangues més venuts del moment.

## Obres

### Contes
- "Ultra Unholy Hearted Machine" (1996,Weekly Shonen Jump Especial. Apareix en el volum 2 de "Zombie Powder.)
- (En nihongo | "Rune Master Urara" |刻魔師麗| Kizaakumashi Urara) (1996,''Weekly Shonen Jump. Apareix en el volum 3 de "Zombie Powder.)
- "Bad Shield United" (1997,''Weekly Shonen Jump. Apareix en el volum 4 de "Zombie Powder. També fa una aparició com Bleach a la pel·lícula "Bad Shield United 2.")

### Sèries
- Zombie Powder (1999-2000,Weekly Shonen Jump, Shueisha. Recollit en quatre volum en 2000 i suspès).
- Bleach (2001- ,Weekly Shonen Jump, Shueisha. Recollit en 77 volumns (finalitzat).

### Artbooks
- Bleach Todos Pero El Negro Color
- Bleach Official Bootleg